# Bovicola bovis
Bovicola bovis – pasożyt należący obecnie do Phthiraptera, według dawnej systematyki należał do wszołów. Jest pasożytem bydła.
Samiec długości 1,2 mm, samica 1,4 mm. Spłaszczony grzbietowo-brzusznie. Posiadają 3 pary odnóży, które są zakończone pazurkami. Bytują u nasady ogona, na grzbiecie, łopatkach we włosach. Przy masowym opadnięciu może rozprzestrzenić się na całe ciało. Kosmopolityczny.